# Short track na Zimowej Uniwersjadzie 2023
Short track na Zimowej Uniwersjadzie 2023 odbył się w dniach 19–21 stycznia 2023. Zawodnicy rywalizowali w dziewięciu konkurencjach – czterech męskich i czterech żeńskich oraz jednej mieszanej.

## Zestawienie medalistów

### Kobiety
| Data             | Konkurencja                 | Złoto                                                                      | Srebro                                                     | Brąz                                                                             |
| ---------------- | --------------------------- | -------------------------------------------------------------------------- | ---------------------------------------------------------- | -------------------------------------------------------------------------------- |
| 19 stycznia 2023 | 1500 m (szczegóły)          | Choi Min-jeong                                                             | Kim Geon-hee                                               | Seo Whi-min                                                                      |
| 20 stycznia 2023 | 500 m (szczegóły)           | Choi Min-jeong                                                             | Wang Yichao                                                | Park Ji-yun                                                                      |
| 21 stycznia 2023 | 1000 m (szczegóły)          | Choi Min-jeong                                                             | Anna Seidel                                                | Seo Whi-min                                                                      |
| 21 stycznia 2023 | Sztafeta 3000 m (szczegóły) | Korea Południowa Choi Min-jeong · Kim Geon-hee · Park Ji-yun · Seo Whi-min | Chiny Cai Shenyi · Hao Weiying · Jia Huiling · Wang Yichao | Stany Zjednoczone Julia Letai · Isabella Main · Corinne Stoddard · Una Willhoite |

### Mężczyźni
| Data             | Konkurencja                 | Złoto                                                                        | Srebro                                                                                      | Brąz                                                              |
| ---------------- | --------------------------- | ---------------------------------------------------------------------------- | ------------------------------------------------------------------------------------------- | ----------------------------------------------------------------- |
| 19 stycznia 2023 | 1500 m (szczegóły)          | Kim Tae-sung                                                                 | Lee Jeong-min                                                                               | Jang Sung-woo                                                     |
| 20 stycznia 2023 | 500 m (szczegóły)           | Shogo Miyata                                                                 | Kim Tae-sung                                                                                | Li Kongchao                                                       |
| 21 stycznia 2023 | 1000 m (szczegóły)          | Jang Sung-woo                                                                | Lee Jeong-min                                                                               | Kim Tae-sung                                                      |
| 21 stycznia 2023 | Sztafeta 5000 m (szczegóły) | Korea Południowa Jang Sung-woo · Jeong Won-sik · Kim Tae-sung · Lee June-seo | Kazachstan Adil Galiachmietow · Walerij Klimienko · Jerkebułan Szamuchanow · Sanżar Żanisow | Holandia Peter de Boer · Niels Kingma · Daan Kos · Bram Steenaart |

### Konkurencje mieszane
| Data             | Konkurencja                 | Złoto                                                                       | Srebro                                                                                     | Brąz                                                                   |
| ---------------- | --------------------------- | --------------------------------------------------------------------------- | ------------------------------------------------------------------------------------------ | ---------------------------------------------------------------------- |
| 20 stycznia 2023 | Sztafeta 2000 m (szczegóły) | Francja Gwendoline Daudet · Aurélie Lévêque · Quentin Fercoq · Mathéo Grall | Kazachstan Alina Äżygalijewa · Malika Jermek · Adil Galiachmietow · Jerkebułan Szamuchanow | Japonia Mirei Nakashima · Hana Takahashi · Shuta Matsuzu · Takumi Wada |